# 마담D
《마담D》(Madame De..., The Earrings of Madame de…)는 프랑스, 이탈리아에서 제작된 막스 오퓔스 감독의 1953년 드라마 영화이다. 샤를르 보와이에 등이 주연으로 출연하였다.

## 출연

### 주연
- 샤를르 보와이에
- 다니엘 다리유

### 조연
- 비토리오 데 시카
- 미레일 페리
- 허버트 노엘

## 기타
- 미술: 장 디에보네
- 의상: 로신느 델라마르